# Билалићи (Угљевик)
Билалићи су насељено мјесто у општини Угљевик, Република Српска, БиХ. Према попису становништва из 2013. насеље више нема становника

## Становништво
Према попису из 1991. године, Билалићи имају сљедећи етнички састав становништва:
| Националност       | 1991.        |
| Муслимани          | 958 (99,58%) |
| Југословени        | 2 (0,208%)   |
| остали и непознато | 2 (0,208%)   |
| Укупно             | 962          |

| Демографија | Демографија | Демографија |
| Година      | Становника  | Становника  |
| ----------- | ----------- | ----------- |
| 1991.       | 962         |             |
| 2013.       | 0           |             |